# 元朗商會中學
元朗商會中學（英語：Yuen Long Merchants Association Secondary School）簡稱YLMASS，是香港一所津貼男女英文中學，位於新界元朗，毗鄰元朗商會小學。該校由元朗商會集資籌辦成立，並於1979年10月23日由新界政務司鐘逸傑主持正式開幕，現任校長為周可慧女士。該校更獲中文大學教育學院遴選參與「優質學校在香港」計劃，以學業、服務、體藝三方面為學校發展重點，以促進學生全人發展。學校以「CSAME」分班，分別為Creativity, Synergy, Agility, wisdoM 及 virtuE。新翼包括升降機、圖書館、教員室、電腦室、創科空間（帶激光雷射機器）等。

## 學校歷史
元朗商會中學之籌建，始於1961年，由元朗商會董事同寅組織建校委員會，以專其事，可惜因環境多變 — 風災、雨災及銀行擠提風潮相繼而來，使原有計劃不能按步實施。
直至1969年政府實施拓展中學教育政策，教育當局對元朗商會中學之興建特別關懷，元朗商會乃重組建校委員會，專責籌備建校工作，預期興建一宏偉莊麗、設備完善之中學，並蒙元朗理民府指撥在元朗大陂頭與元朗商會小學相連官地乙幅，面積達六萬餘呎，教育司署撥助部份建校及設備費，更獲得元朗坊眾及熱心教育人士之支持，踴躍捐輸。
1970年2月元朗商會主席蔡創業先生認為建校任重，責無旁貸，自費專程親赴英美荷各地向僑居海外之鄉親呼籲輸將，贊助建校，深得各地僑親熱烈支持，又得全體建校委員以身作則，並向地方紳商善長仁翁募捐，使籌募指標順利完成。
建校工程進行在1975年1月21日舉行奠基儀式，由當時的新界政務司鍾逸傑先生主持，前元朗理民府許雄先生植樹紀念，十年樹木，百年樹人，意義深長，永垂不朽。1977年開始探土打樁，1978年1月鳩工興建，至1979年3月底建校工程全部完成，建築費用共達港幣650萬元。
建校歷時十載有餘，終於在1979年10月23日舉行落成開幕典禮，並由新界政務司鐘逸傑先生蒞臨主持揭幕，並致訓勉。

## 校董會
校監:
- 黃元弟校監 MH

校董:
- 劉德平校董 (辦學團體校董)
- 袁漢華校董 (辦學團體校董)
- 戴耀華校董  BBS MH JP (辦學團體校董)
- 陳建業校董  BBS MH (辦學團體校董)
- 廖仲平校董 (辦學團體校董)
- 李香霖校董 (辦學團體校董)
- 張達良校董 (辦學團體校董)
- 沈豪傑校董  BBS JP (辦學團體校董)
- 陳文輝(替代)校董 (替代辦學團體校董)
- 車偉恒校董 (獨立校董)
- 李德彩校董 (獨立校董)
- 鄭淑梅校董 (家長校董)
- 張靜雅(替代)校董 (替代家長校董)
- 劉亮豪校董 (校友校董)
- 周可慧校長 (校長:當然校董)
- 伍鳳珊校董 (教員校董)
- 黃綺璇校董 (替代教員校董)

## 香港傑出學生選舉
直至2018年(第33屆)，在香港傑出學生選舉共出產1名傑出學生。

## 歷任校長
- 刁培光先生
- 吳麗華女士
- 葉慧貞女士
- 丘志良先生
- 周可慧女士（現任）

## 知名/傑出校友
- 葉根銓︰醫院管理局總行政經理（機構傳訊）、前財政司司長政治助理
- 雷芷茗︰律政司助理刑事檢控專員 III（訟辯）（1）
- 陳國威︰香港中文大學數學系副教授
- 林寶生︰香港中文大學眼科及視覺科學學系榮譽臨床助理教授
- 徐麗婷︰羅兵咸永道會計師事務所合夥人 (稅務及中國商務諮詢)
- 曾美華︰現任ViuTV藝人、前有線電視新聞主播
- 陳煒︰前亞洲電視藝員，現任無綫電視合约女藝員
- 周敏︰私募股權投資管理公司漢領資本董事
- 鍾耀華︰學運領袖，前香港中文大學學生會幹事會會長，現任香港專上學生聯會常務秘書
- 黃智揚︰電影《點五步》編劇，ViuTV電視劇 《教束》編劇及導演、《二月廿九》編劇、《瑪嘉烈與大衛系列：前度（特別篇）》編劇、《940920》編劇
- 鄭梓浩︰香港男歌手[註 1]
- 鄔梨鈴︰香港女子手球代表隊成員[2][3]
- 黃慧儀︰電影配樂編曲、作曲
- 黃合秀：香港新聞工作者及電視節目主持[4]
- 鄧潔瑩：前香港新聞工作者[5]

## 外部連結
- 元朗商會中學學校網站 （页面存档备份，存于）
- 元朗商會中學校友會 （页面存档备份，存于）

22°26′37″N 114°01′27″E / 22.443617°N 114.024294°E